# Campus Saint-Marc
Le Campus Saint Marc est un établissement d’études supérieures et de formations professionnelles privées françaises à Rouen, certifié par Bureau Veritas depuis le 28 juin 2017. Ces formations sont proposées sous 4 grandes écoles que sont l’ISCOM, PIGIER Performance, Zone01 et Sup-Veto. Les domaines d'études de ces écoles sont le commerce, la communication, le management, le numérique, les ressources humaines, la gestion, la finance et l’assistanat de structure vétérinaire.

## Historique
Le Campus Saint Marc est fondé en 1970 par Françoise Martini avec l'école Pigier autour de baccalauréats professionnels. C'est en 1974 que l'établissement se lance dans les études supérieures, avec le lancement d'un BTS secrétariat. En 1994, les premières formations en alternance sont ouvertes.
De nombreuses écoles ont fait leur apparition au sein du Campus Saint Marc, notamment l'ISCOM en 2005 sous franchise, c'est d'ailleurs la seule école ISCOM franchisée en France. Avec cette école, des programmes grandes écoles sont proposés autour de la communication et de la publicité. 
En 2012, les BEP et baccalauréats professionnels sont définitivement fermés pour faire place à l'ouverture de nombreux titres certifiés RNCP. Le Campus Saint Marc devient alors un établissement d'études supérieures.
Depuis 2015, le Campus Saint Marc élargit ses écoles avec l'ouverture de Sup-Veto. 
En 2019, le Campus Saint Marc fait peau neuve avec la rénovation de ses locaux en plein centre-ville de Rouen.
En 2021, le Campus Saint Marc accueille Zone01, une agence des talents du numérique qui forme des développeurs.

## Formations
Les formations du Campus Saint Marc sont proposées principalement en alternance ou en initial. Elles préparent les étudiants à devenir les professionnels de demain dans des domaines d'activités larges et variés. Les formations sont enseignées par des professionnels du secteur, avec une pédagogie qui se veut active et agile. Chaque diplômé reçoit son diplôme lors d'une cérémonie de fin d'année.